# Mielnica (województwo lubuskie)
Mielnica – zniesiona nazwa osady w Polsce położonej w województwie lubuskim, w powiecie strzelecko-drezdeneckim, w gminie Zwierzyn.
Nazwa z nadanym identyfikatorem SIMC występuje w zestawieniach archiwalnych TERYT z 1999 roku.
Zapis przy miejscowości Brzezinka w polu uwagi, w zestawieniu miejscowości w Centralnym Ośrodku Dokumentacji Geodezyjnej i Kartograficznej: do 2005 r. - istniała osada: Mielnica.
W latach 1975–1998 miejscowość administracyjnie należała do województwa gorzowskiego.